# Ковила дніпровська

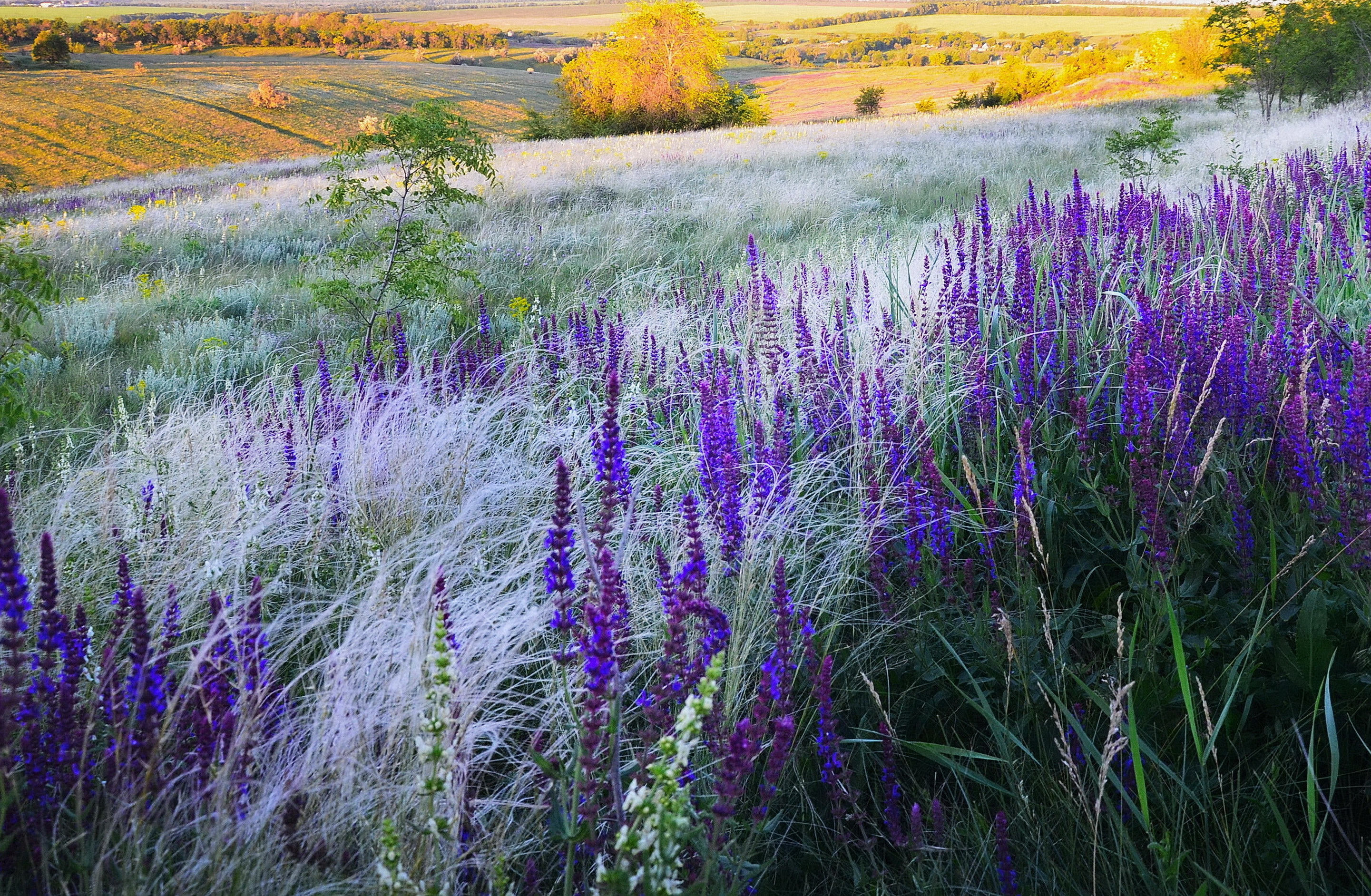
Ковила́ дніпро́вська на околицях с. Лозуватка

Ковила́ дніпро́вська (Stipa borysthenica) — багаторічна рослина родини тонконогових. Вид занесений до Червоних книг України, Польщі та Червоної книги Ростовської області Росії. Формація ковили дніпровської занесена до Зеленої книги України. Декоративна, протиерозійна культура. 

## Опис
Трав'яниста рослина заввишки 60–110 см, утворює щільні дернини. Гемікриптофіт. Стебла голі або трохи шорсткі під вузлами. Листкові піхви зовні гостро-шорсткі від відігнутих щетинок. Неплідні гони сизувато-зелені, 10-15 см завдовжки, коротші за стебло. Стеблові листки 4–16 см завдовжки та до 1,2–3 мм завширшки, знизу голі та гладенькі, зверху голі або трохи шорсткуваті. Їхні язички яйцеподібно-довгасті, з відтягнутою трикутною верхівкою.
Суцвіття — волоть, що складається з 8–20 одноквіткових колосків. Її вісь 11–18 см завдовжки, гола, на нижньому вузлі з пензликом волосків. Колоскові луски до 5–7,5 см завдовжки. Нижня квіткова луска 17–21 мм завдовжки, зберігається при достиганні плодів. Дві крайові смужки волосків не доходять до основи остюка, середня значно довша за бокові. Остюк у нижній закрученій частині шорсткуватий, у верхній — пірчастий; гола частина остюка жовтувата а потім коричнева. Довжина пера сягає 35 см. Плід — зернівка.

## Екологія
Рослина світлолюбна, морозо- та посухостійка. Віддає перевагу сухим, бідним, піщаним та супіщаним (у степах) ґрунтам. Зростає на річкових та приморських пісках, по схилах степових балок, рідше — на узліссях соснових лісів. Оскільки вид тяжіє до специфічних місць зростання, його популяції трапляються спорадично і займають невелику площу. Проте, за умов низького антропогенного навантаження, ковила дніпровська може навіть домінувати у псамофітних угрупованнях.
Розмножується насінням. Квітне у травні-червні, тривалість цвітіння становить близько 10 днів. Плодоносить у червні-липні. 

## Поширення

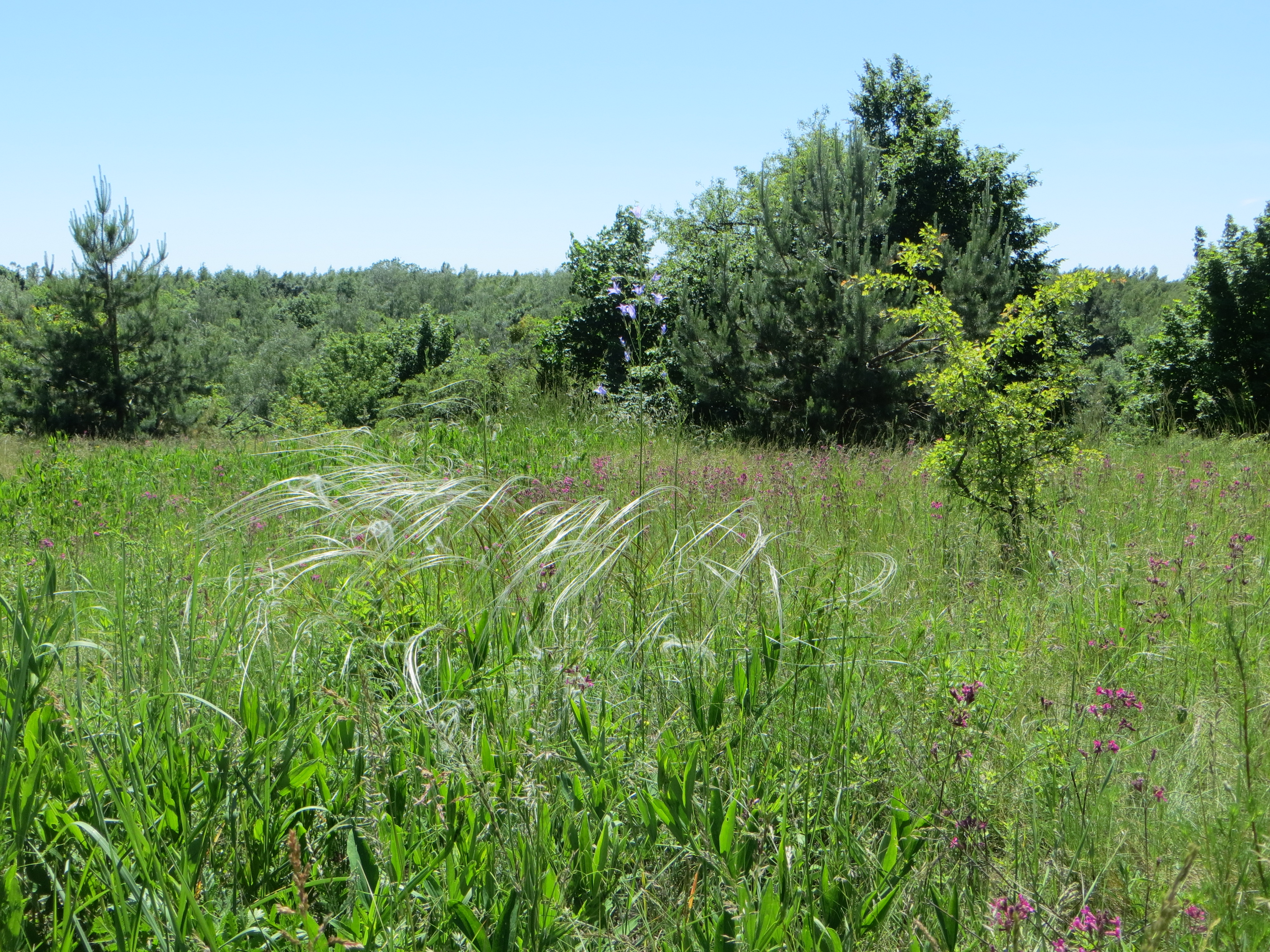
Ковила дніпровська в Канівському природному заповіднику

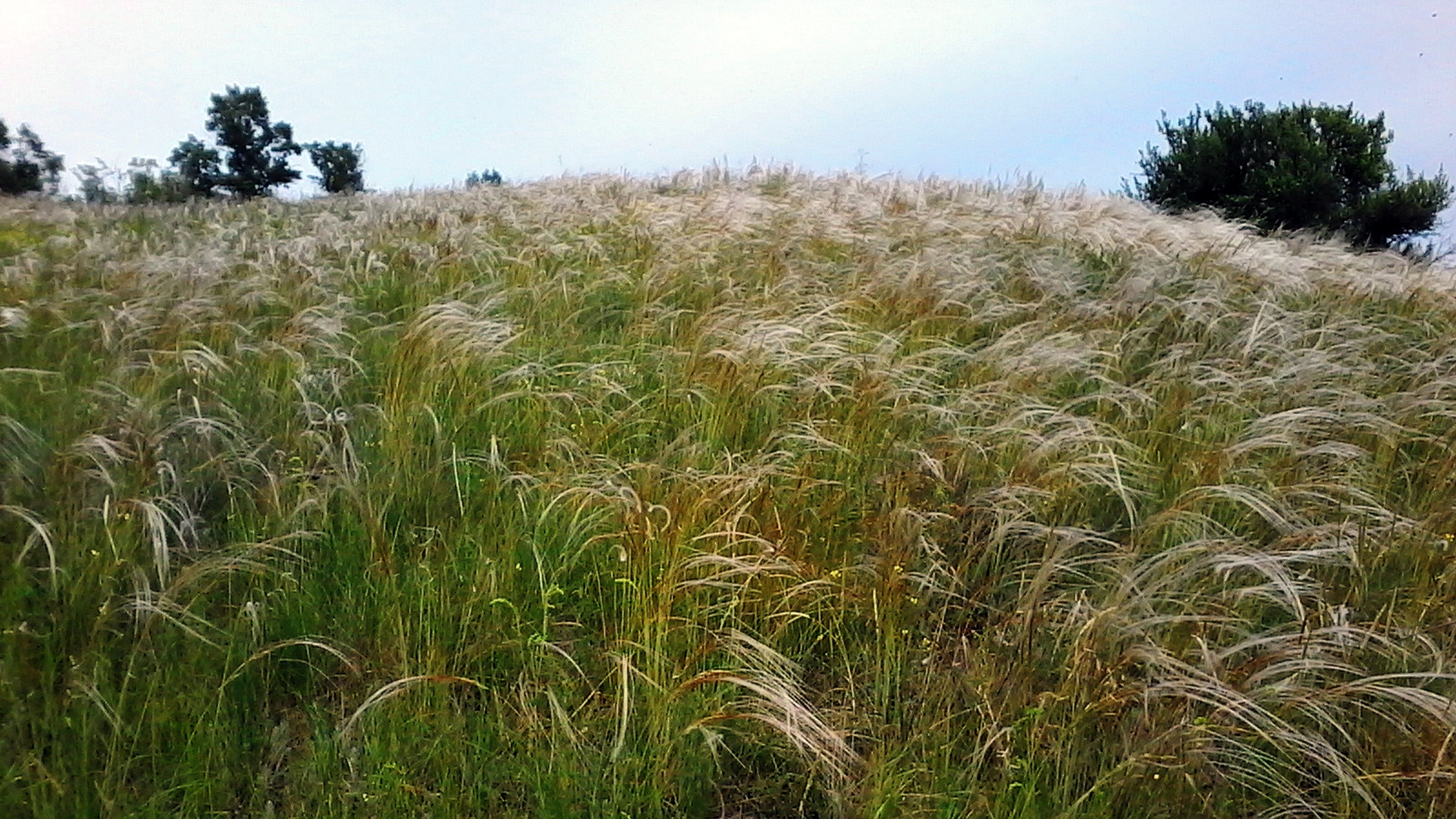
У Національному заповіднику «Хортиця»

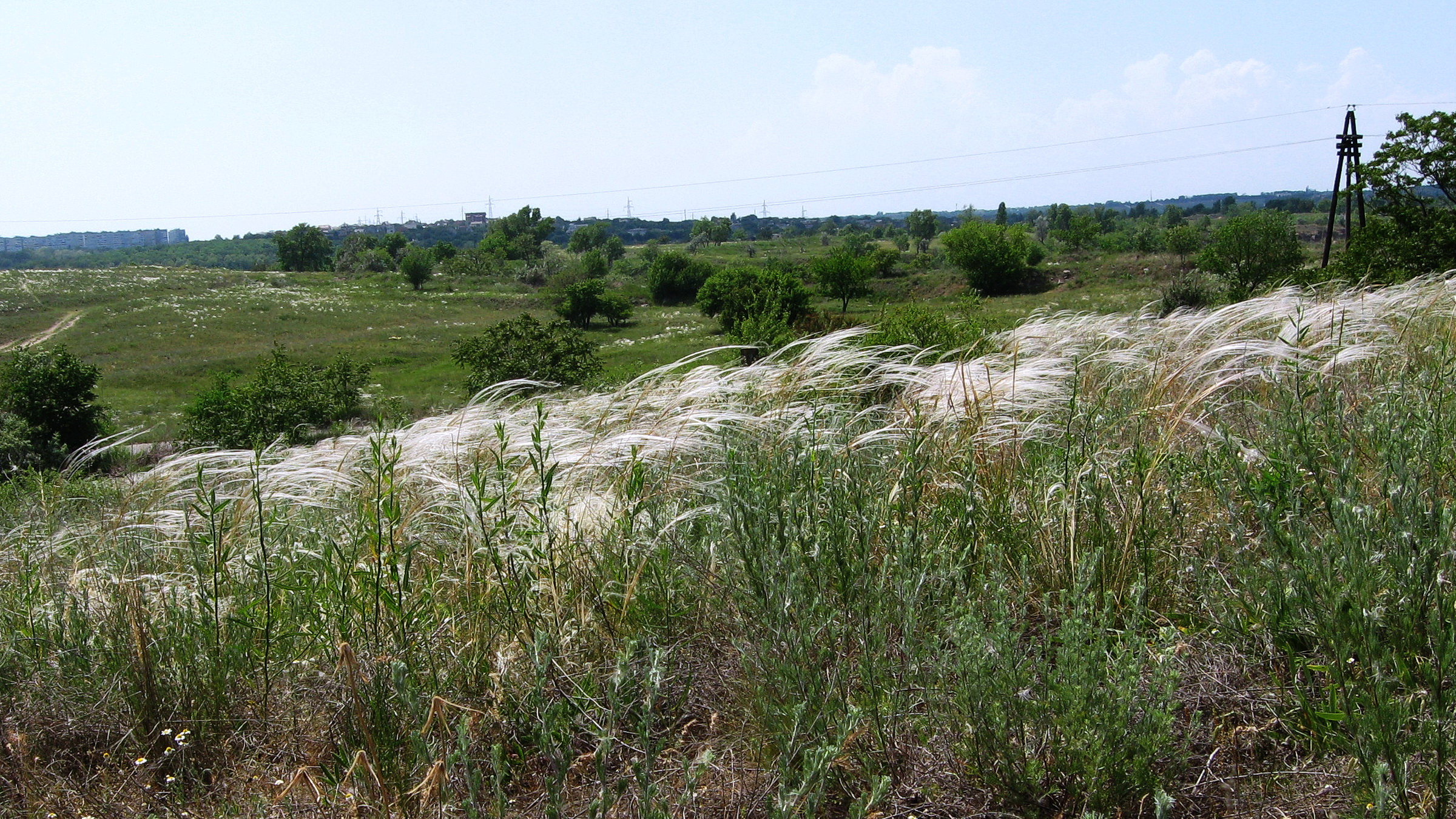
Формація ковили дніпровської. Запорізьке Правобережжя

Ареал цього виду простягається від Центральної та Східної Європи через Передкавказзя до півдня Сибіру, півночі Середньої Азії, Монголії та Джунгарії. На теренах України поширений переважно на Лівобережжі у східній частині лісостепової смуги, а також на прирічкових ділянках степових районів. Крім того, популяції ковили дніпровської можна зустріти на Поліссі по борових терасах вздовж Дніпра.

## Значення і статус виду
Популяціям цієї рослини шкодять надмірне випасання, розробка піщаних кар'єрів, заліснення території. Факторами ризику є і природні особливості: вузька еколого-ценотична амплітуда, низька конкурентна здатність. Вид охороняється у Луганському та Українському степовому (філія «Стрільцівський степ») заповідниках. За умови заповідного режиму, після пасовищної демутації, ковила дніпровська відновлюється відносно добре, але на подальших стадіях сукцесії зникає.
Щільні дернини цієї ковили здатні закріплювати ґрунти, що особливо важливо для сипких погано закріплених пісків. Вид можна використовувати у декоративному садівництві нарівні з іншими представниками цього роду. У культурі стійкий, добре плодоносить, дає самосів, при цьому схожість насіння становить в середньому 53,3%.

## Систематика
Вид монотиповий, тобто в його межах не описано жодних підвидів. Таксономічний статус ковили дніпровської різними ботаніками оцінюється по-різному. В українській науці ця рослина вважається окремим видом, в той час, як європейські науковці частіше розглядають її як синонім ковили пірчастої. Відомі такі синоніми:
- Stipa borysthenica var. germanica (Endtm.) Dengler
- Stipa joannis subsp. sabulosa (Pacz.) Lavrenko
- Stipa pennata subsp. sabulosa (Pacz.) Tzvelev
- Stipa sabulosa (Pacz.) Sljuss.

## Фото

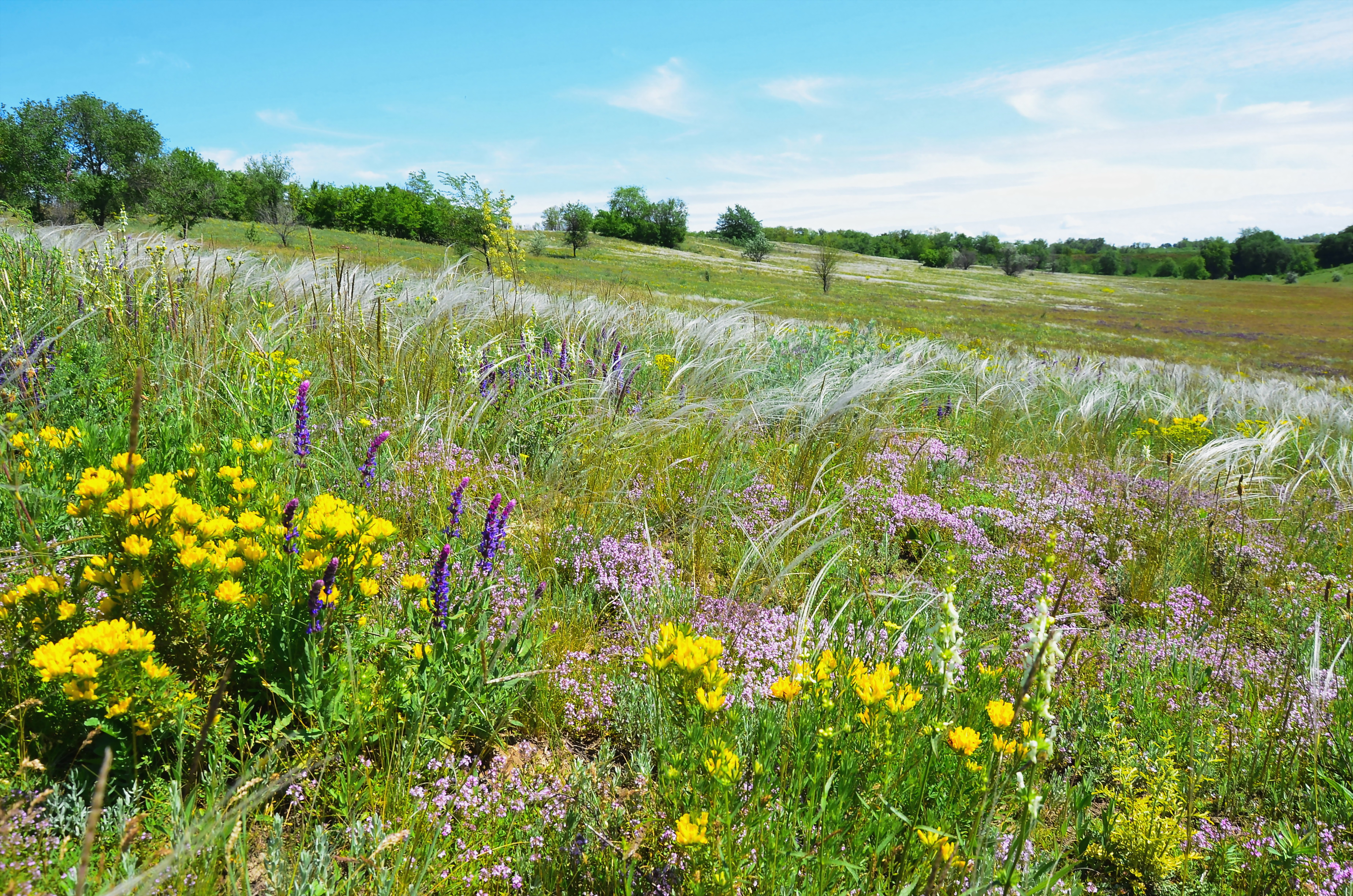
Ковила на Січеславщині
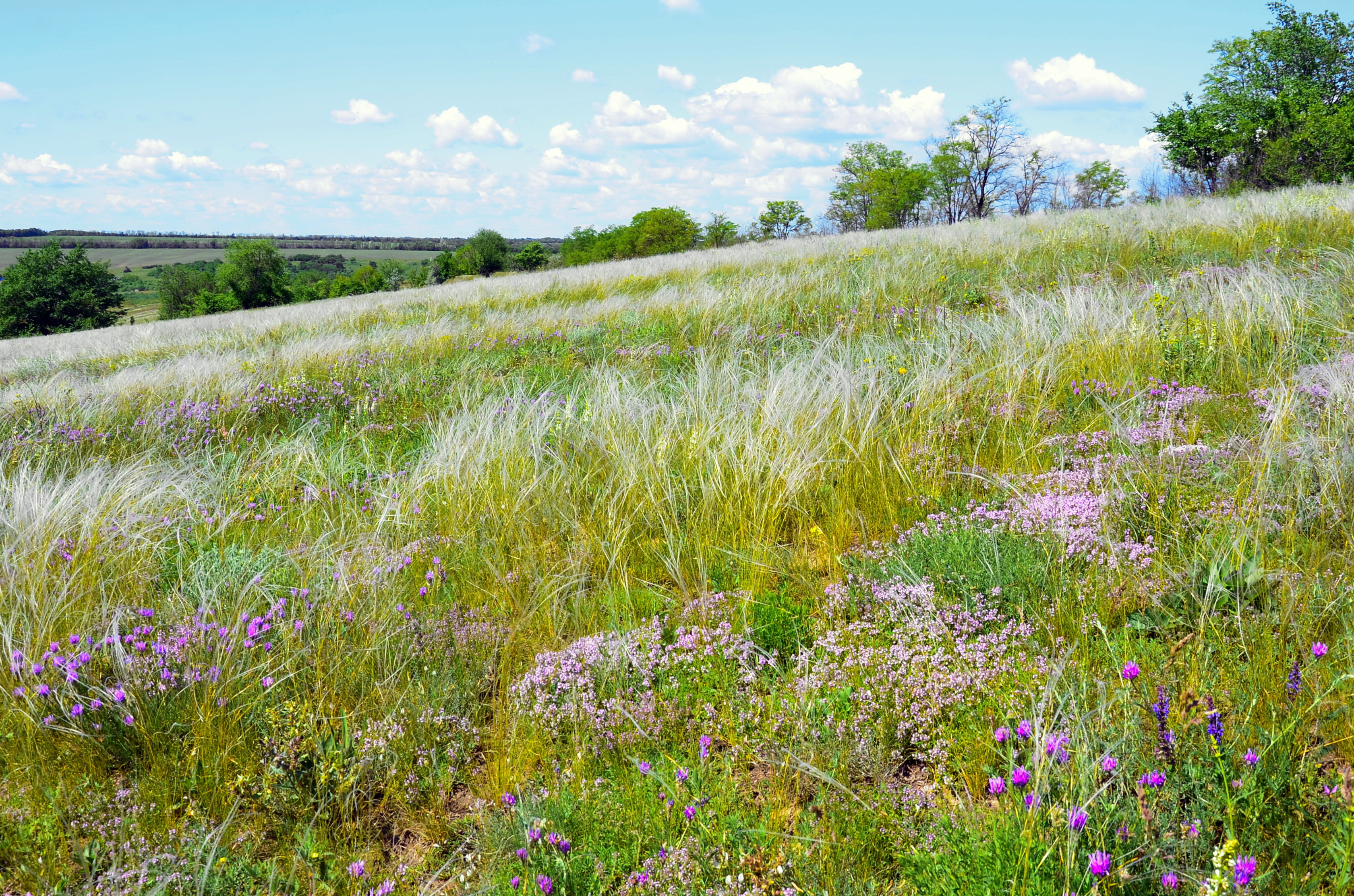
Ковила́ дніпро́вська на околиці Лозуватки
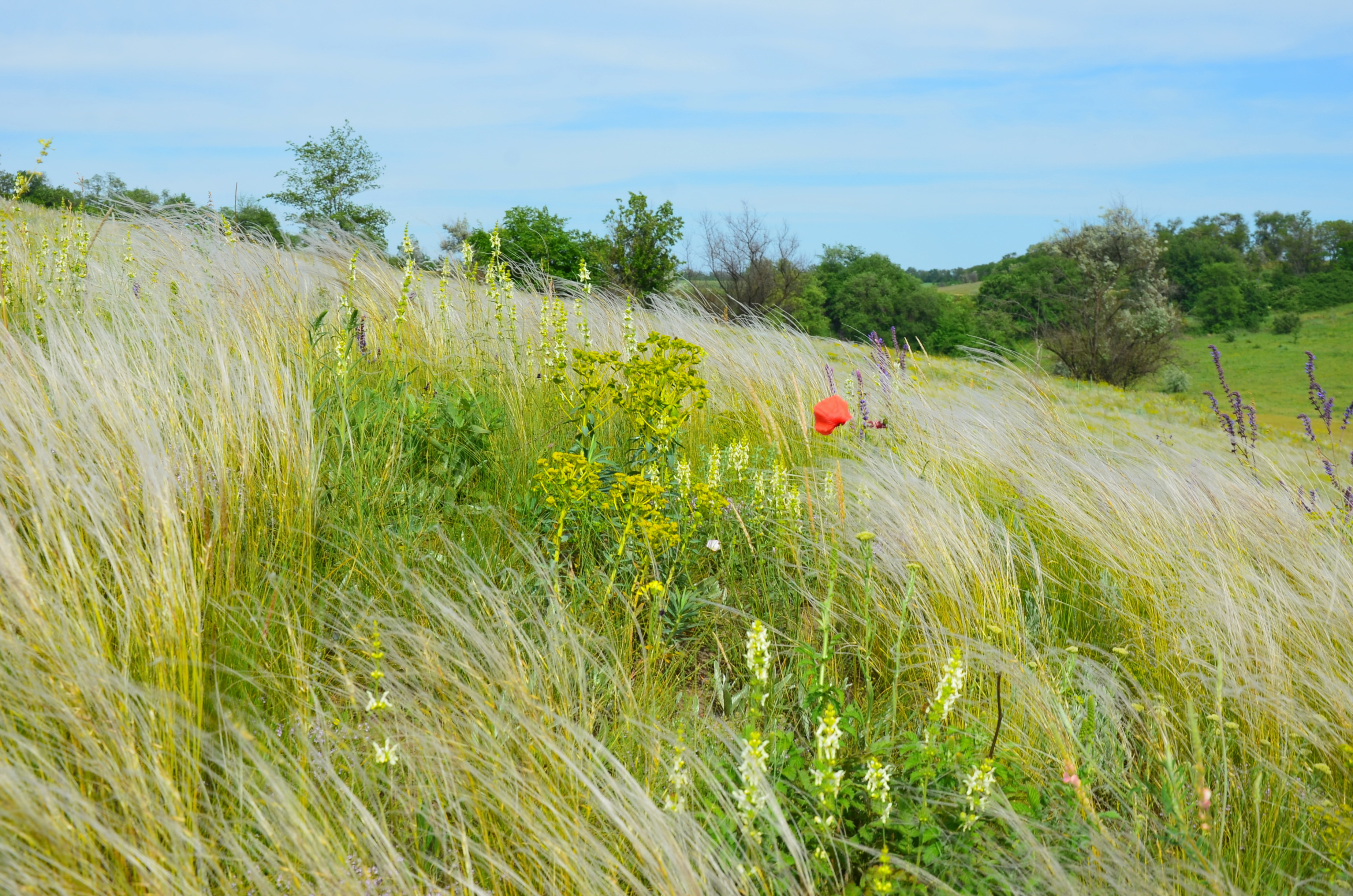
Ковила́ дніпро́вська на Дніпропетровщині
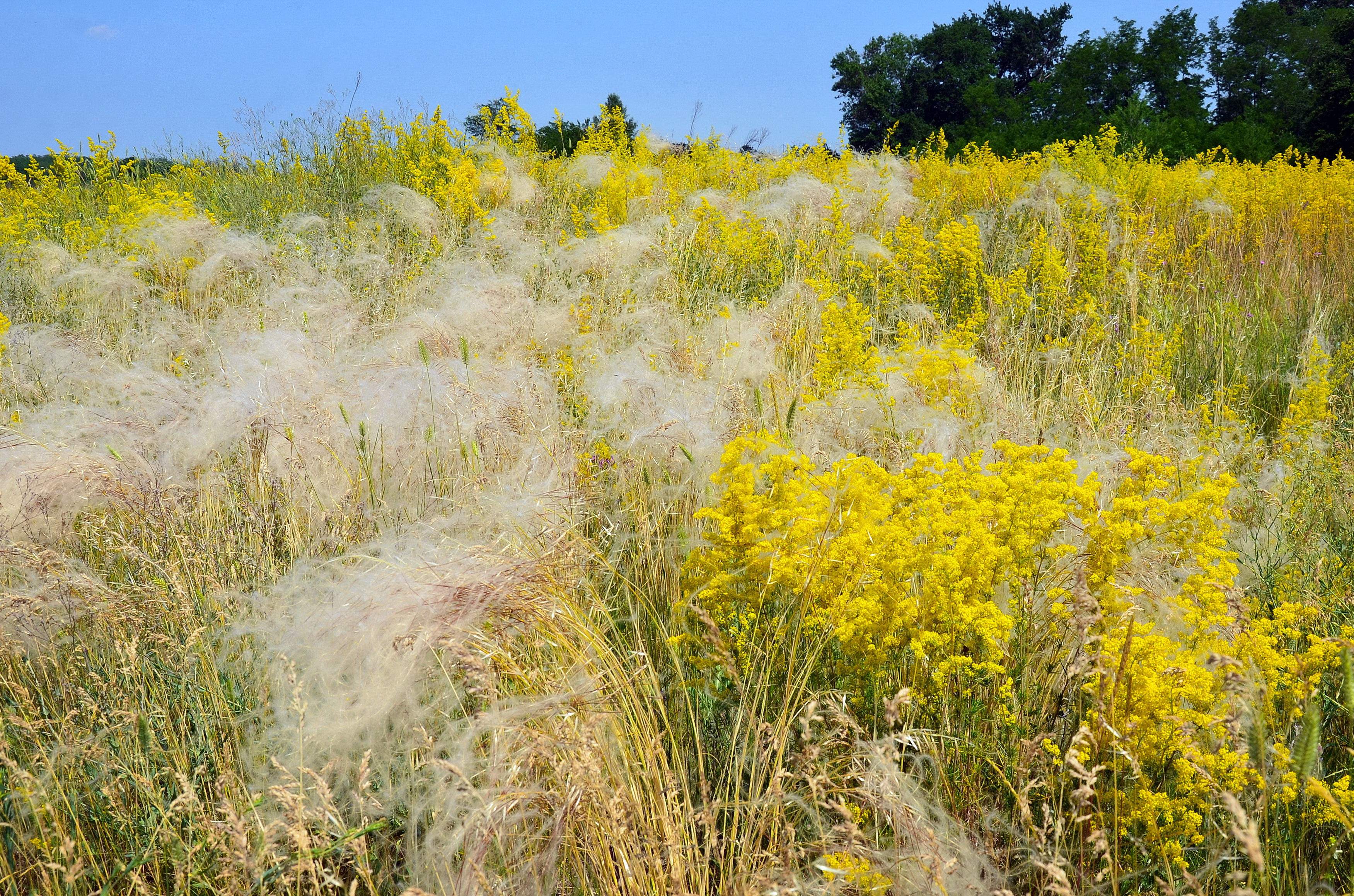
Ковила́ в степах Січеславшини